# 大分健生病院
大分健生病院（おおいたけんせいびょういん）は、大分県医療生活協同組合が大分県大分市に設置する病院。
救急告示病院。全日本民主医療機関連合会（民医連）に加盟している。

## 診療科
(この節の出典)
- 内科
- 呼吸器内科
- 神経内科
- 外科
- 整形外科
- 小児科
- 皮膚科
- リハビリテーション科
- 放射線科
- 病理診断科
- 呼吸器科
- 消化器科

## 医療機関の指定
(この節の出典)
- 保険医療機関
- 労災保険指定医療機関
- 高齢者の医療の確保に関する法律（昭和57年法律第80号）第7条第1項に規定する医療保険各法及び同法に基づく療養等の給付の対象とならない医療並びに公費負担医療を行わない医療機関
- 生活保護法指定医療機関(中国残留邦人等の円滑な帰国の促進並びに永住帰国した中国残留邦人等及び特定配偶者の自立の支援に関する法律（平成6年法律第30 号）に基づく指定医療機関を含む。)
- 原子爆弾被害者医療指定医療機関
- 原子爆弾被害者一般疾病医療取扱医療機関
- 公害医療機関
- 臨床修練病院

## 差額ベッド料について
病院の理念により、差額ベッド料（個室料）を徴収していない。

## 交通アクセス
- 大分バス「津留小学校前」停より徒歩1分